# 彭世洛機場
彭世洛機場是一座位於泰國北部彭世洛府 彭世洛的機場，其主要民航業務為泰國國內線。

## 航空公司及航點
| 航空公司     | 目的地    |
| ------------ | --------- |
| 皇雀航空     | 曼谷-廊曼 |
| 泰國亞洲航空 | 曼谷-廊曼 |
| 泰國獅子航空 | 曼谷-廊曼 |

## 外部連結
- 彭世洛機場（泰文）（英文）